# المخدار (الرضمة)

تعديل مصدري - تعديل

المخدار محلة تابعة لقرية الخبانية، التابعة لعزلة حارث الحيدرى بمديرية الرضمة إحدى مديريات محافظة إب في الجمهورية اليمنية.، بلغ تعداد سكانها 305 حسب تعداد اليمن لعام 2004.